# Epinephelus labriformis

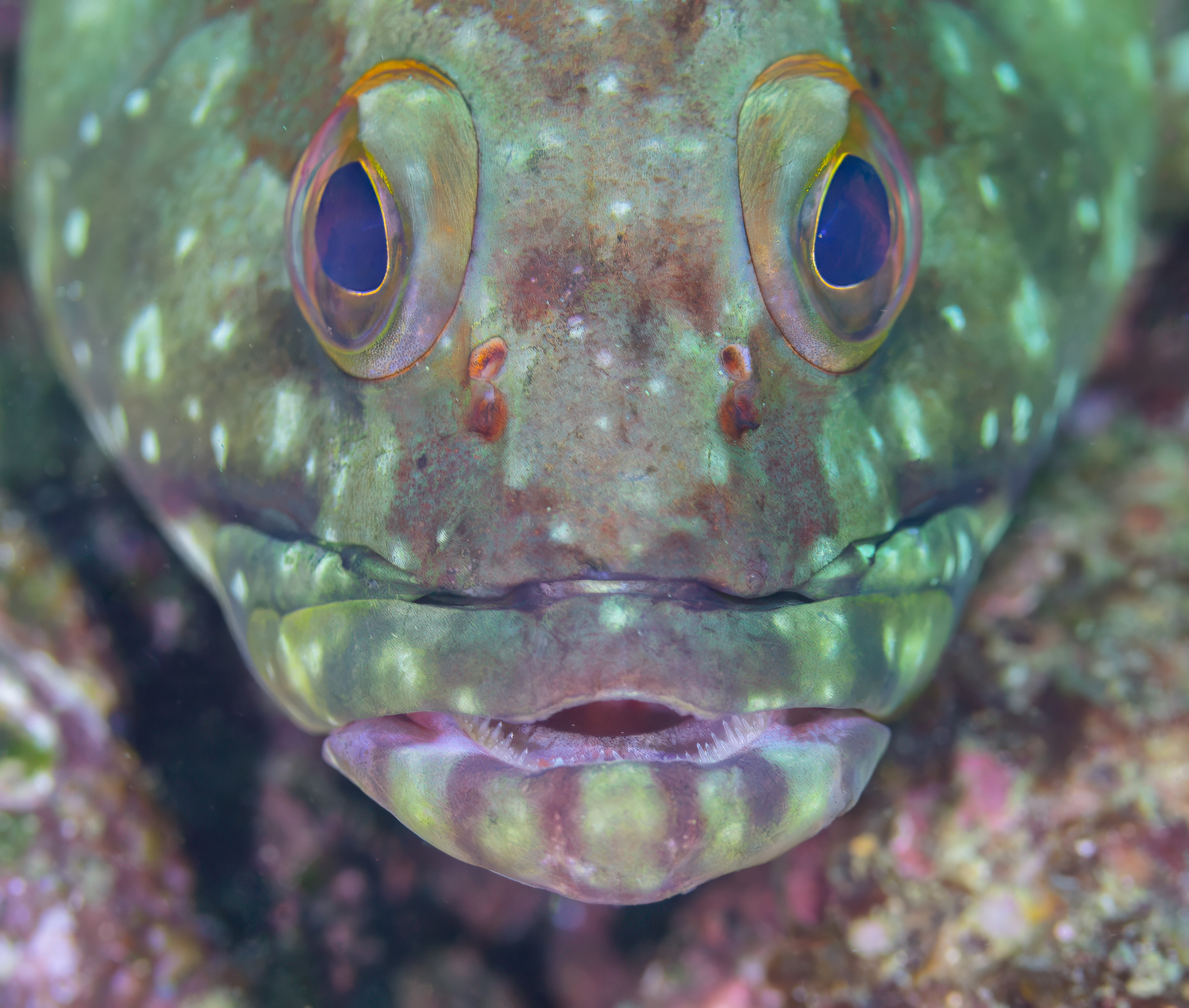

Epinephelus labriformis, thường được gọi là cá mú sao, là một loài cá biển thuộc chi Epinephelus trong họ Cá mú. Loài này được mô tả lần đầu tiên vào năm 1840.

## Phân bố và môi trường sống
E. labriformis có phạm vi phân bố rộng khắp Đông Thái Bình Dương. Loài này được tìm thấy từ phía nam bang California (Hoa Kỳ), trải dài xuống bán đảo Baja California và vịnh California, dọc theo Trung Mỹ và Nam Mỹ đến Bắc Peru, bao gồm các đảo ngoài khơi là đảo Cocos, quần đảo Revillagigedo và quần đảo Galápagos. Cá trưởng thành sống xung quanh các rạn san hô và các bãi đá ngầm ở độ sâu khoảng 50 m trở lại; cá con có thể sống ở vùng nước nông hơn.

## Mô tả
E. labriformis trưởng thành có chiều dà cơ thể lớn nhất đo được là 60 cm; tuổi thọ trung bình khoảng 30 năm. Chiều dài tiêu chuẩn bắt đầu trưởng thành tình dục đối với cá mái là 15 cm, và 23 cm đối với cá đực. Thân thuôn dài, hình bầu dục. Cơ thể cá trưởng thành có màu nâu đỏ hoặc màu ô liu với các đốm màu nâu sẫm và trắng phủ khắp thân và đầu, cả trên các vây. Đầu có các vệt màu nâu đỏ từ mõm xung quanh mắt đến má. Có duy nhất một đốm đen trên cuống đuôi. Đuôi bo tròn. Vây bụng ngắn.
Số gai ở vây lưng: 11; Số tia vây mềm ở vây lưng: 16 - 18; Số gai ở vây hậu môn: 3; Số tia vây mềm ở vây hậu môn: 8; Số tia vây mềm ở vây ngực: 17 - 19; Số vảy đường bên: 56 - 68.
Thức ăn của E. labriformis là các loài cá nhỏ hơn, động vật thân mềm và động vật giáp xác. Chúng được đánh bắt trong nghề cá và là mục tiêu đánh bắt ở khắp vịnh California và dọc theo bờ biển Mexico ở Thái Bình Dương.